# Flak
Flak (nemško Fluegzeugabwehrkanone; tudi FLAK) je vojaška kratica, ki označuje protiletalski top.

## Seznam topov
- 2 cm Flak 30
- 2 cm Flak 38
- 3.7 cm Flak 18
- 3.7 cm Flak 36
- 3.7 cm Flak 37
- 3.7 cm Flak 43
- 5 cm Flak 41
- 8.8 cm Flak 18
- 8.8 cm Flak 36
- 8.8 cm Flak 37
- 8.8 cm Flak 41
- 10.5 cm Flak 38
- 10.5 cm Flak 39
- 12.8 cm Flak 40
- 15 cm Flak